# برنامج خشب الجميز
تيمبر سيكامور ومعناه برنامج خشب الجميز وهو برنامج يهدف لتمويل المعارضة السورية وتزويدهم بالأسلحة وتدريبهم للإطاحة بالحكومة السورية التي يقودها بشار الاسد. البرنامج يدار من قبل وكالة المخابرات المركزية الأمريكية وتشترك فيه الاستخبارات العامة السعودية بشكل رئيسي، كما أن هناك أجهزة أستخبارات أخرى تدعم البرنامج مثل الاستخبارات قطرية ماليا، والاستخبارات الأردنية بإيصال الأسلحة إلى داخل سوريا وتخصيص أماكن لتدريب المعارضة السورية في الأردن، وجهاز الاستخبارات البريطاني بالاسلحة. البرنامج تم البدء فيه في نهاية 2012، أو في بداية 2013، ومستمر حتى الآن. ووفقا لمسؤولين أمريكيين، فإن البرنامج قام بتدريب الآلاف من المقاتلين. البرنامج تم التأكيد على وجوده بعد قيام الفيدرالي الأمريكي لفرص الأعمال بعرض عقود لشحن أطنان من الأسلحة من أوروبا الشرقية إلى تاسوجو في تركيا والعقبة، في الأردن. وكان أحد النتائج الغير المقصودة للبرنامج هو أغراق السوق السوداء في الشرق الأوسط بالأسلحة المتنوعة مثل البنادق الهجومية ومدافع الهاون والقذائف الصاروخية.

## التأسيس
بدأ برنامج خشب الجميز نهاية 2012، أو في بداية 2013، وتديره وكالة المخابرات المركزية الأمريكية، وتشترك فيه الاستخبارات العامة السعودية بشكل رئيسي، البرنامج أيضا مدعوم من عدة دول. تتولى الاستخبارات العامة السعودية تسليح المعارضة السورية والتمويل، أما وكالة المخابرات المركزية الأمريكية فتتولى تدريب المعارضة السورية على الأسلحة، وعلى القتال وتجهيزهم عسكريا. ويقع موقع البرنامج في الأردن لقربها من سوريا ومن الأحداث والاشتباكات.
وفقا لصحيفة نيويورك تايمز، البرنامج سمح في البداية للقوات الأمريكية بتدريب المعارضة السورية في استخدام المعدات العسكرية فقط، وليس تقديم المعدات نفسها. وبعد بضعة شهور من تأسيس البرنامج تم تعديل على القانون للسماح لوكالة الاستخبارات المركزية الأمريكية في تدريب وتسليح المعارضة السورية. في تقارير موقع سالون الإخباري بأن الاستخبارات العامة السعودية قدمت مليارات الدولارات لشراء المعدات العسكرية، كما تم تمويل المعارضة السورية بشكل سري من قبل قطر، وتركيا، والأردن.
الاستخبارات العامة السعودية، وكالة الاستخبارات المركزية الأمريكية، وقطر، وتركيا، قاموا بتهريب الآلاف من الأسلحة وملايين الذخيرة للمعارضة السورية في عام 2012، قبل بدء البرنامج. برقية وزارة الخارجية التي وقعتها وزيرة الخارجية هيلاري كلينتون أفادت بأن الاستخبارات العامة السعودية تمثل دعما كبيرا للقوات المسلحة السنية في جميع أنحاء العالم، ويخشى بعض المسؤولين الأميركيين أن المعارضة السورية التي يجري دعمها قد يكون لها صلات مع القاعدة.
وتعتبر صفقة الأسلحة الكرواتية التي أبرمتها السعودية عام 2012، تندرج تحت برنامج تيمبر سيكامور. حيث وقعت السعودية وحكومة كرواتيا صفقط لشراء أسلحة خفيف، ومضادات للدروع. وفي ديسمبر 2012، تم نقل الأسلحة الكرواتية إلى المعارضة السورية، وتم تسليم الأسلحة عبر الحدود الأردنية جنوب سوريا، وعبر الحدود التركية في شمال سوريا. وشملت الأسلحة على ام79 اوسا المضاد للدبابات، وبنادق من نوع إم-60. ووفقا لصحيفة يوتارني ليست اليومية الكرواتية، أنه كان في مطار بليسو في زغرب بكرواتيا، يومي 14 ديسمبر و23 ديسمبر 2012، و 6 يناير، و 18 فبراير 2013، عدد كبير وبشكل غير عادي من طائرات إليوشن إي أل-76 التي تملكها الأردنية الدولية للشحن الجوي التابعة لسلاح الجو الملكي الأردني. وفي مطلع يناير 2013، شوهد مجموعة من الأسلحة اليوغوسلافية في معارك في منطقة درعا بالقرب من الأردن. وفي فبراير 2013، شوهدت مجموعة من الأسلحة اليوغوسلافية في مجموعة من فيديوات المنشورة من قبل المعارضة السورية الذين يقاتلون في حماة، وإدلب، وحلب. ونفت وزارة الخارجية الكرواتية، ووكالة صادرات الاسلحة الكرواتية بما يتعلق بشراء المملكة العربية السعودية أسلحة كرواتية. ورفض المسؤولون السعوديون طلبات لإجراء مقابلات حول شحنات الأسلحة الكرواتية. ولكن غير معروف مصدر الأسلحة لأن المملكة العربية السعودية أصرت على السرية، ورفضت التصريح حول الأسلحة.
تم الكشف عن وجود برنامج خشب الجميز من قبل صحيفة نيويورك تايمز، والجزيرة، بعد وقت قصير من نشر جينز ديفنس ويكلي تقرير في أواخر 2015، عن قيام الفيدرالي الأمريكي لفرص الأعمال بعرض عقود لشحن أطنان من الأسلحة من أوروبا الشرقية إلى تاسوجو في تركيا، والعقبة، في الأردن.

## الهدف

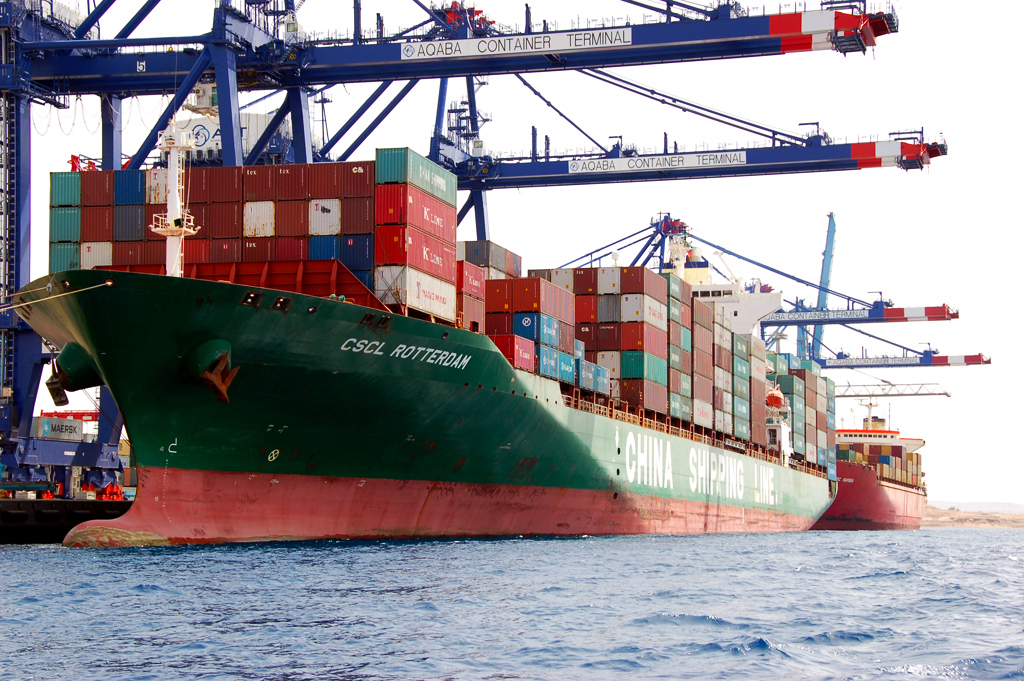
ميناء العقبة في الأردن لعب دورا رئيسيا في نقل الأسلحة إلى سوريا.

برنامج خشب الجميز يتم ادارته من قبل قيادة العمليات العسكرية في عمان. ويوفر البرنامج بنادق كلاشينكوف، وقذائف الهاون، والقذائف الصاروخية، والصواريخ المضادة للدبابات، ونظارات للرؤية الليلية، وشاحنات النقل، وغيرها من الأسلحة إلى المعارضة السورية. ويتم شراء العديد من الأسلحة من منطقة البلقان أو في أماكن أخرى في أوروبا الشرقية، ومن ثم توجيهها إلى المعارضة السورية أو معسكرات تدريب المعارضة السورية التي يتم إدارتها من قبل الأجهزة الأمنية الأردنية. ويتم تدريب المعارضة السورية عليها من قبل وكالة الاستخبارات المركزية الأمريكية. وفقا لصحيفة ديلي بيست هناك ما يقارب 50 مجموعة من المعارضة السورية تلقوا الاسلحة والتدريب من قبل البرنامج أواخر عام 2012، على الرغم من أن العدد الدقيق غير معروف.
ووفقا لمسؤولين أميركيين، البرنامج كان فعال للغاية، وتدريب وتجهيز آلاف المقاتلين حقق مكاسب كبيرة في المعارك. ولكن البرنامج بدأ يفقد فعاليته بعد تدخل روسيا عسكريا في الحرب الأهلية.
البرنامج لازال سري حتى الآن، والكثير من التفاصيل عن البرنامج غير معروفه، بما في ذلك المبلغ الإجمالي للدعم، وعدد الأسلحة المنقولة، وعمق التدريب المقدم، والجماعات المعارضة الدقيقة التي تدعم من قبل البرنامج. ومع ذلك، ذكرت صحيفة كانبيرا تايمز أن ألفي طن من الأسلحة صنعت في عهد الاتحاد السوفياتي تم تسليمها للمعارضة السورية مؤخرا في أبريل 2016.

## السوق السوداء

### بيع المخابرات الأردنية الاسلحة
ووفقا لمسؤولين أميركيين وأردنيين، الأسلحة التي شحنت إلى الأردن من قبل وكالة الاستخبارات المركزية الأمريكية «سُرقت» من قبل ضباط في دائرة المخابرات العامة الأردنية GID وبيعت في السوق السوداء. ويبلغ حجم الأسلحة التي سرقت ملايين الدولارات. ووفقا لمكتب التحقيقات الفيدرالي أن بعض الأسلحة المسروقة استُخدمت في إطلاق نار في نوفمبر الذي أدى إلى قتل أمريكيين اثنين وثلاثة آخرين في منشأة تدريب للشرطة في عمان. ومن النتائج الغير المقصودة للبرنامج إغراق السوق السوداء في الشرق الأوسط بالأسلحة الثقيلة والمعدات العسكرية.
ونقلا عن مسؤولين أردنيين إن الضباط الأردنيين الذين كانوا جزءا من الخطة «حققوا ربحا غير متوقع» من بيع الأسلحة واستخدموا هذه الأموال في شراء أجهزة آي فون وسيارات رياضية وسلع كمالية أخرى. وتوقفت السرقات بعد أشهر من الشكاوى من قبل الحكومتين الأمريكية والسعودية، الداعمين الرئيسيين للبرنامج. ووفقا لمسؤولين أردنيين، تم فصل عدد من ضباط المخابرات، ولكن لم تصادر أرباحها.

## الإنهاء التدريجي
في شهر يوليو من عام 2017، ذكر مسؤولون مجهولو الهوية أن الرئيس دونالد ترامب، بالتشاور مع مستشار الأمن القومي الأمريكي هربرت مكماستر ومدير وكالة المخابرات المركزية مايك بومبيو، قد قرر إنهار الدعم المقدم لقوات المعارضة السورية المناهضة للأسد على نحو تدريجي، مع احتمال إعادة توجيه الموارد لمحاربة تنظيم الدولة الإسلامية (داعش)، أو لتقديم قدرات دفاعية لقوات المعارضة، أو لعمليات أخرى في المنطقة.
وقال المسؤولون إن القرار اتُخذ قبل مشاركة ترامب في قمة مجموعة العشرين 2017 في هامبورغ ولقائه في 7 يوليو مع الرئيس الروسي فلاديمير بوتين. واعتبر عدة مسؤولين القرار «تنازلاً كبيراً» لروسيا، حيث قال أحدهم: «بوتين انتصر في سوريا». ومع ذلك، صرّح مسؤول آخر بأن إنهاء البرنامج لم يكن تنازلاً كبيراً نظراً لانتصارات الأسد الأخيرة في الحرب الأهلية السورية، بل «إشارة إلى بوتين بأن الإدارة ترغب في تحسين العلاقات مع روسيا».
ووفقاً للتقارير، فإن بعض أعضاء إدارة أوباما كانوا قد أعربوا عن رغبتهم في إلغاء البرنامج لأن بعض المقاتلين الذين درّبهم البرنامج وانضموا إليه قد التحقوا بتنظيم الدولة الإسلامية (داعش) وجماعات مرتبطة به.
استمر برنامج التدريب والتجهيز السوري العسكري الأمريكي المتعلق بتسليح وتدريب ودعم قوات سوريا الديمقراطية في قتال تنظيم داعش، بما في ذلك عبر الضربات الجوية، خلال عام 2017، وامتد ليشمل السنوات 2018–2021 وحتى الوقت الحاضر.

## تعليق

### الإعلام
ووفقا لراشيل مارسدن في صحيفة بالتيمور صن، أن وكالة الاستخبارات المركزية الأمريكية والاستخبارات العامة السعودية خصصوا برنامج خشب الجميز لإنشاء قوات عسكرية سورية مستقلة مهمتها إسقاط الرئيس السوري بشار الأسد، ووضع محله رئيس سوري صديق ومقرب للولايات المتحدة والسعودية، وأيضا إضعاف النفوذ الروسي في منطقة الشرق الأوسط.
وقد كتبت صحيفة بيزنس تايمز الدولية الإيطالية أن مسؤولي المخابرات الأردنية «الفاسدين» سهلوا تهريب الأسلحة إلى حركة التمرد في العراق بعد الغزو الأمريكي للعراق عام 2003. لهذا السبب، وفقا للصحيفة، كانت إدارة أوباما مترددة في الموافقة على برنامج خشب الجميز وناقشت مشروع البرنامج بشكل مكثف قبل اطلاقه رسميا.

### سياسيون
شكك مكتب السناتور الأمريكي رون وايدن في البرنامج، وأصدر بيان يحتوي على «الولايات المتحدة تحاول بناء قدرات المعارضة المناهضة للأسد، لكنها لم تقدم للجمهور أية تفاصيل حول الطريقة التي يتم بها ذلك، والأجهزة الأمريكية التي تشارك بالبرنامج، والشركاء الأجانب وأجهزة الاستخبارات الاجنبية التي تشارك في البرنامج».

### محللون
ذكر المحلل السابق لوكالة الاستخبارات المركزية الأمريكية السابق ومعهد بروكينغز بروس ريدل أن الدعم السعودي للبرنامج أعطى السعودية اليد العليا على السياسة الأمريكية في الحرب الأهلية السورية.